# لودويغ وايلدينغ
لودويغ وايلدينغ (بالألمانية: Ludwig Wilding)‏ هو رسام وفنان وأستاذ جامعي ألماني، ولد في 15 يوليو 1927 في غرونشتات في ألمانيا، وتوفي في 4 يناير 2010 في بوخهولتس إن در نوردهايده في ألمانيا.